# Meibomeus petrolinae
Meibomeus petrolinae is een keversoort uit de familie bladkevers (Chrysomelidae). De wetenschappelijke naam van de soort werd in 2001 gepubliceerd door Pinto da Silva & Riveiro-Costa.